# حاجی‌لر (آق‌داش)
حاجی‌لر (به لاتین: Hacılar) یک منطقه مسکونی در جمهوری آذربایجان است که در شهرستان آق‌داش واقع شده است.